# Lega cattolica per i diritti religiosi e civili
La Lega cattolica per i diritti religiosi e civili (Catholic League for Religious and Civil Rights), conosciuta anche come Lega cattolica, è un gruppo per i diritti civili negli Stati Uniti d'America.